# Кузів Михайло Степанович
Михайло Степанович Кузів (17 вересня 1885, с. Денисів, нині Тернопільська область — 14 січня 1951, м. Сірак'юс, США) — греко-католицький церковний діяч. Брат Іллі Кузіва.

## Життєпис
Михайло Кузів народився 17 вересня 1885 року в селі Денисові, нині Купчинецької громади Тернопільського району Тернопільської области України.
Навчався в Бережанській гімназії (1904); академік гімназії у Львові (1905). Студіював теологію в Львівському університеті (1909). Відтоді в США.
1910 року єпископ Сотер-Стефан Ортинський рукопоклав його в сан священника. Служив на парафіях, зокрема в м. Баффало, м-ку Вілкс-Беррі, Рідінґ, Нортгемптон (1915—1920), Шамокін, м. Елізабет, Клівленд та Сірак'юс (від 1934; декан церковної округи; засновник українознавчих шкіл при згаданих парафіях).
До Другої світової війни був активним учасником громадського життя української діаспори. У 1919—1921 роках очолював Об'єднання українців-католиків Америки «Провидіння».